# Las Insoladas – Sonnenstiche
Las Insoladas – Sonnenstiche (Originaltitel: Las insoladas) ist ein argentinischer Film von Gustavo Taretto aus dem Jahr 2014. Der Kinostart in Deutschland war am 6. August 2015.

## Handlung
Auf dem Dach eines Hochhauses in Buenos Aires genießen sechs junge Argentinierinnen fast jeden Tag ausgiebig ihr Sonnenbad. Sie reden über Gott und die Welt, albern herum und versuchen, den perfekten Bräunungsgrad zu erreichen. Die leidenschaftlichen Salsa-Tänzerinnen träumen von einem ausgedehnten gemeinsamen Urlaub in Kuba, jedoch fehlt ihnen für eine solche Reise das nötige Geld. Als sie von einem Salsa-Wettbewerb erfahren, bei dem ein stolzes Preisgeld winkt, rückt für die Frauen der ersehnte Urlaub plötzlich doch noch in greifbare Nähe.

## Kritik
Der Filmdienst urteilte, der Film sei ein „Kammerspiel, das dank der bravourösen Kameraarbeit den begrenzten Schauplatz aus immer neuen Perspektiven einfängt“. Jedoch mangele „es den sorglosen Dialogen freilich an Tiefe und Relevanz, sodass Film und Figuren eher in unergiebiger Oberflächlichkeit verharren“.

## Auszeichnungen

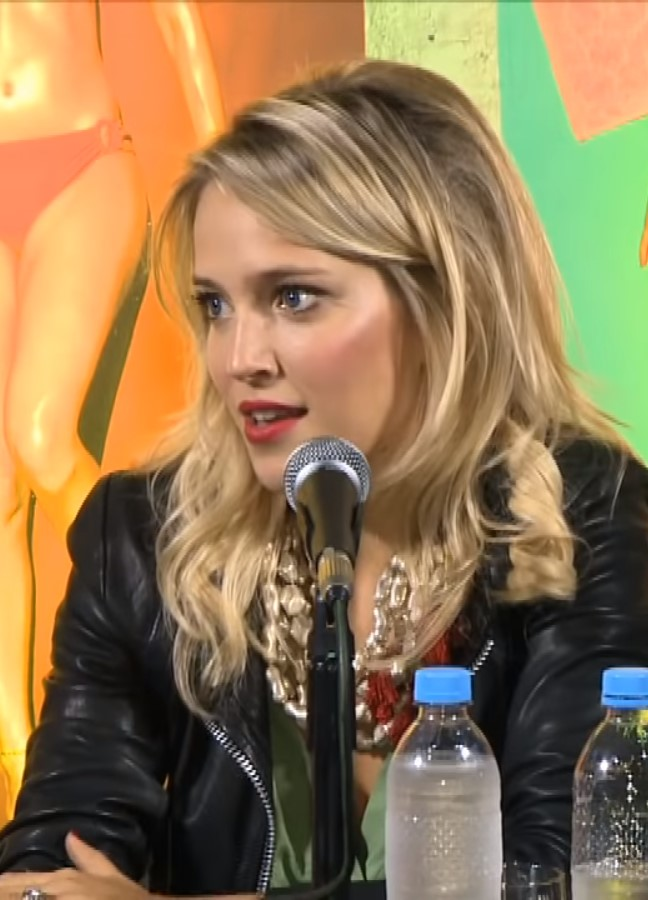
Darstellerin Luisana Lopilato

Der Film wurde 2015 für den Silbernen Condor (Cóndor de Plata) in den Kategorien Bestes adaptiertes Drehbuch (Gustavo Taretto und Gabriela García Rivas) und Beste Nachwuchsschauspielerin (Luisana Lopilato) nominiert.